# La Mare de Déu i l'Infant amb santa Anna
La Mare de Déu i l'infant amb santa Anna és una pintura a l'oli de Leonardo da Vinci representant santa Anna, la seva filla Maria i el nen Jesús. Crist és representat agafant un anyell que simbolitzava la seva Passió mentre que la Verge intenta de detenir-lo. Aquesta taula mesura 168 cm d'alçada i 130 cm d'amplada. Es troba actualment al Museu del Louvre de París (França), on s'exhibeix amb el títol de La Vierge à l'Enfant avec sainte Anne.

## Història
No se sap amb exactitud qui va encarregar aquesta obra ni quan. Actualment, la daten cap al 1510-1513. Es considera que va ser un encàrrec per al retaule de la basílica della Santissima Annunziata a Florència. Malgrat tot, a la pàgina web del Louvre, es defensa la tesi que va ser un encàrrec del rei Lluís XII de França per agrair a santa Anna el naixement de la seva filla única, Claude, el 1499, però que Leonardo va trigar molt de temps a realitzar-la.
El tema de santa Anna, la Mare de Déu i l'infant havia ocupat Leonardo des de feia temps. En efecte, es conserva a la National Gallery de Londres l'anomenat La Mare de Déu i l'infant amb santa Anna i sant Joan Baptista, que inclou les tres figures i, a més a més, un nen representant sant Joan Baptista. Va haver-n'hi un altre esbós anterior, avui perdut, que s'exhibia a la Santissima Annunziata el 1501.
Va aconseguir de realitzar aquesta pintura als últims anys de la seva vida, quan estava preocupat per les matemàtiques i altres assumptes. Potser per estar pintada dins de l'època a la qual Da Vinci es dedicava a La Gioconda existeix aquesta gran semblança entre el rostre de Mona Lisa i Santa Anna. Les exigències que plantejaven aquests altres interessos van fer que la pintura quedés incompleta, i fou d'un altre pintor la figura de l'anyell, que possiblement estava tan sols tacada amb un color neutre.
A l'octubre del 1517, aquesta pintura va ser admirada pel cardenal Lluís d'Aragó a Cloux (Amboise) i ressenyada pel seu secretari, Antonio de Beatis. Aleshores, Leonardo estava pensionat pel rei Francesc I de França. El que va succeir després de la mort de Leonardo no és segur, ja que hi ha qui considera que va formar part de l'herència de Vinei, i Francesco Melzi el va portar a Itàlia. El 1629, el va adquirir el cardenal Richelieu a Casale Monferrat i posteriorment el va donar al rei Lluís XIII de França (1636). L. Monreal assenyala que, a la mort de Leonardo, va haver de passar al monarca francès perquè apareix descrit per Paolo Giovio a l'estudi del rei Francesc I a Fontainebleau, però que després va haver de regalar-lo a algun il·lustre personatge i, per això, apareix a la localitat piamontesa de Casal, on l'adquireix Richelieu. Finalment, a la pàgina web del Museu del Louvre es considera com a tesi més probable que Francesc I l'adquirís de l'assistent de Leonardo, Salai. Al Louvre, hi és des del 1810.

## Anàlisi del quadre
En la composició es delata un incipient manierisme. Novament, Leonardo escull el tema de figures en un paisatge, la qual cosa es remunta al quadre de Sant Jeroni al desert amb la figura disposada en un angle oblic. El que fa inusual aquesta pintura és que hi ha dues figures col·locades de forma obliqua, superposades: Maria i santa Anna, amb la primera seguda sobre els genolls de la segona. Maria s'inclina cap endavant per subjectar el nen Jesús mentre aquest juga, de manera força brusca, amb un anyell, símbol del seu propi sacrifici. Els rostres són dolços i amorosos, i s'hi aprecia una gran semblança entre mare i filla.
El grup triangular del primer pla troba correspondència amb els elements en prisma dels pujols. L'escena es desenvolupa en un paisatge atemporal, rocós, com succeeix en La Mare de Déu de les roques, que delata l'interès de l'autor per la geologia. Els cims muntanyosos semblen evaporar-se en una atmosfera blavosa que inunda tota la composició.
La llum prové d'una font indeterminada. Les pinzellades són lleugeres, en el típic esfumat, mitjançant una tècnica de veladures successives que creen un efecte evanescent. La defectuosa conservació ha aplanat el color de les vestidures de la Mare de Déu i de santa Anna, així com ha fet desaparèixer un toll que ocupava tot el primer pla i on s'enfonsaven els peus de santa Anna.
L'estructura piramidal d'aquesta pintura va influir en Rafael Sanzio i Andrea del Sarto. Leonardo mostra una sèrie de traços que serien adoptats, a més a més, per pintors venecians com Tiziano i Tintoretto, així com per Pontormo i Correggio. La seva composició va inspirar dues grans escultures renaixentistes, una d'Andrea Sansovino (Sant Agostino, Roma) i una altra, una obra menys aconseguida de Francesco da Sangallo (Orsanmichele, Florència).
La representació d'aquest grup de figures prové del culte a santa Anna, nascut a l'edat mitjana. Els Evangelis no esmenten Anna, mare de la Verge Maria. Sí que ho fan escrits apòcrifs, com l'Evangeli de la Nativitat de Maria, l'Evangeli del pseudo-Mateu i el Protoevangeli de Jaume. La més antiga representació de santa Anna és una pintura mural en Santa Maria Antiqua (segle viii), a Roma. Les narracions sobre santa Anna es van incloure en la Llegenda àuria (segle xiii) i, als segles posteriors, es va difondre el culte a la santa per l'Occident. Des de mitjan segle xiii, es van incrementar les representacions de la santa. Al segle xv, el culte a santa Anna es va expandir amb rapidesa, i sorgiren per tot arreu germandats de santa Anna i altars a ella mateixa.
El període en què van florir les representacions d'aquesta santa és precisament als segles XV i XVI, entre les quals ha de trobar-se aquesta representació de Leonardo da Vinci.
A més a més del simbolisme de Crist jugant amb l'anyell, Fra Pietro Novellara, un vicegeneral de l'orde carmelità, va veure un significat simbòlic més profund en aquesta pintura. Creia que la serena expressió de santa Anna, que contrasta amb l'ansietat de Maria cap a l'infant, «potser representa l'Església, que no desitja evitar la Passió de Crist».

## Interpretació freudiana
Sigmund Freud va portar a terme un examen psicoanalític de l'obra de Leonardo en el seu assaig Leonardo da Vinci, una memòria de la seva infància. D'acord amb Freud, la roba de la Verge revela, vista de reüll, l'existència d'un voltor. Freud va considerar que això era una manifestació d'una fantasia infantil d'un «homosexual passiu» sobre la qual Leonardo va escriure al Còdex Atlantico, en què relata que va ser atacat, sent un nen al bressol, per la cua d'un voltor. Així ho va transcriure:
| « | Sembla que jo estava destinat a estar sempre profundament preocupat amb els voltors, ja que un dels meus primers records és que, estant jo al bressol, va venir un voltor sobre meu, i em va obrir la boca amb la cua, i em va colpejar moltes vegades els llavis amb la cua. | » |

Segons Freud, aquesta fantasia es basa en el record de xuclar el mugró de la seva mare. Va sostenir el record en el fet que, en els jeroglífics egipcis, es representa la mare com un voltor, perquè els egipcis creien que no hi ha voltors masculins i que la femella de l'espècie era inseminada pel vent.
Desgraciadament per a Freud, la paraula voltor va ser una mala traducció del traductor alemany del Còdex, i l'ocell que Leonardo imaginava de fet era un milà. Això va disgustar Freud perquè, tal com va confessar a Lou Andreas Salomé, considerava la seva obra Leonardo «l'única cosa bella que havia escrit». Alguns erudits freudians, tanmateix, han fet intents de rehabilitar la teoria incorporant-hi el milà.
Una altra teoria proposada per Freud intenta explicar l'afecte de Leonardo en representar la Verge Maria amb santa Anna. Leonardo, que era fill il·legítim, va ser criat per la seva mare biològica abans de ser «adoptat» per l'esposa del seu pare ser Piero. La idea de representar la Mare de Déu amb la seva pròpia mare era, per tant, particularment proper al cor de Leonardo, perquè ell mateix, en certa manera, tenia dues mares. Es pot destacar que, en les dues versions, tant el quadre del Louvre com l'esbós de Londres, és difícil distingir a primera vista quina de les dues dones és santa Anna i quina la Verge Maria, quina d'elles és una generació més vella que l'altra.
La interpretació freudiana va ser situada en la seva exactitud i precisió per Jacques Lacan. En el seu seminari sobre «Les relacions d'objecte en les estructures freudianes» (1956-57), Lacan mostra com Freud, malgrat unes certes relliscades d'informació, mal utilitzades per crítics precipitats, condueix a una captació de la «inversió» de Leonardo --la seva escriptura invertida--, és a dir, d'un subjecte a qui la formidable obra i esforç sublimatori de la qual no va deixar de significar per a ell la criatura que, al cap i a la fi, és allò que ho domina per complet. La creació de l'artista que domina, subjecta, agafa la vida de l'artista a una singular transposició.